# حوش أبو جنب
حوش أبو جنب: أحد احواش المدينة المنورة القديمة، والتي أزيلت اثر توسعات المدينة التطويرية، وهو حوش صغير مقابل حوش أبو ذراع من الجهة الجنوبية لشارع العنبرية.